# Steiermark
Steiermark phát âm [ˈʃtaɪ̯ɐmaʁk], tiếng Slovene: Štajerska, tiếng Prekmuria: Štájersko) là một bang hay Bundesland của nước Áo toạ lạc ở đông nam Áo. Bang này có diện tích lớn thứ nhì trong 9 bang của Áo với tổng diện tích 16.399 km². Bang này giáp các vùng Drava và Mura của Slovenia cũng như các bang khác của Áo Thượng Áo, Hạ Áo, Salzburg, Burgenland, và Kärnten. Dân số năm 2022 là 1.252.922 người. Thủ phủ là thành phố Graz.

## Phân chia đơn vị hành chính

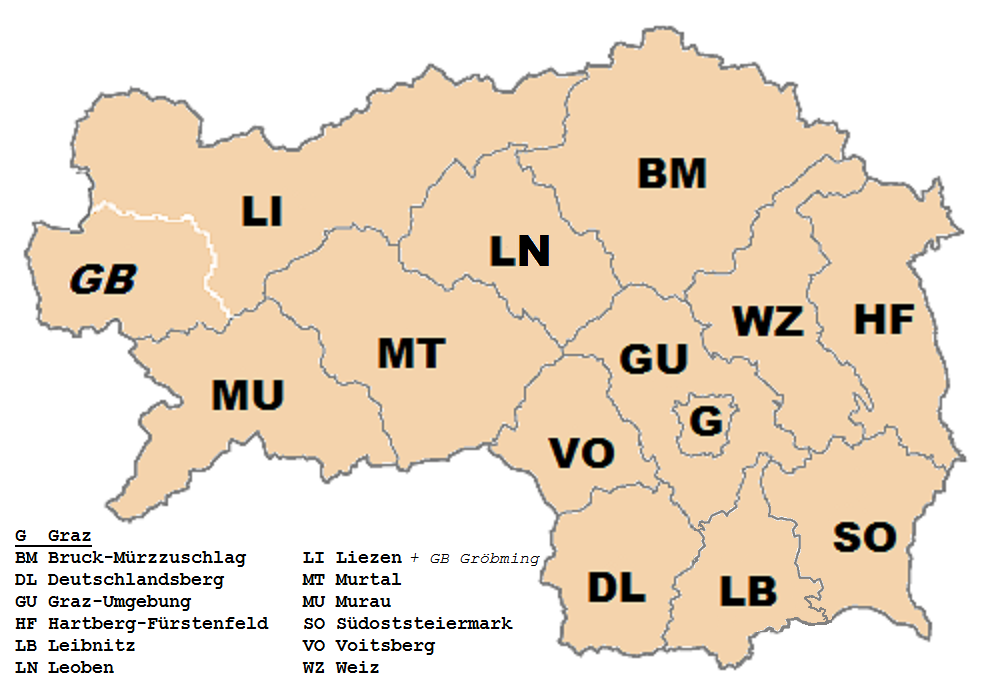

Bang này có 12 huyện và một thành phố.

### Thành phố
1. Graz
Huyện
  1.  Bruck-Mürzzuschlag
  2.  Deutschlandsberg
  3.  Graz-Umgebung
  4.  Hartberg-Fürstenfeld
  5.  Leibnitz
  6.  Leoben
  7.  Liezen with the subdistrict
Gröbming
  8.  Murau
  9.  Murtal
  10.  Südoststeiermark
  11.  Voitsberg
  12.  Weiz
Cư dân nổi tiếng
    - Frank Stronach (sinh năm 1932), sáng lập Magna International, tỷ phú
    - Jochen Rindt (1942–1970), vô địch thể thức 1
    - Dr. Helmut Marko (sinh năm 1943), tuyển thủ đua xe
    - Dietrich Mateschitz (1944–2022), sáng lập Red Bull, tỷ phú
    - Klaus Maria Brandauer (sinh năm 1944), diễn viên và đạo diễn
    - Elfriede Jelinek (sinh năm 1946), Giải Nobel Văn chương
    - Arnold Schwarzenegger (sinh năm 1947), diễn viên Hollywood và thống đốc bang California
    - Thomas Muster (sinh năm 1967), tuyển thủ tennis
    - Renate Götschl (sinh năm 1975) trượt tuyết
    - Elisabeth Görgl (sinh năm 1981) tuyển thủ trượt tuyết
    - Ulla Weigerstorfer (sinh năm 1967), hoa hậu Áo và thế giới 1987
    - Peter Rosegger (1843–1918), nhà thơ

Tham khảo

Liên kết ngoài
    - Imperial Austria: Treasures of Art, Arms and Armor from the State of Styria - The Canadian Museum of Civilization
    - Styrians Lưu trữ ngày 11 tháng 1 năm 2016 tại Wayback Machine
    - Official Tourism Website of Styria

| Các bang của Cộng hòa Áo                                                                                     | Quốc huy của Cộng hòa Áo |
| Burgenland • Kärnten • Niederösterreich • Oberösterreich • Salzburg • Steiermark • Tirol • Vorarlberg • Viên | Quốc huy của Cộng hòa Áo |

| sửa | Thành phố và huyện (Bezirke) của Steiermark | Flag of Austria |
| \| \| Graz Bruck-Mürzzuschlag \\| Deutschlandsberg \\| Graz-Umgebung \\| Hartberg-Fürstenfeld \\| Leibnitz \\| Leoben \\| Liezen \\| Murau \\| Murtal \\| Südoststeiermark \\| Voitsberg \\| Weiz \| | |                 |
| Styria map | Graz Bruck-Mürzzuschlag \| Deutschlandsberg \| Graz-Umgebung \| Hartberg-Fürstenfeld \| Leibnitz \| Leoben \| Liezen \| Murau \| Murtal \| Südoststeiermark \| Voitsberg \| Weiz |                 |

Wikimedia Commons có thêm hình ảnh và phương tiện truyền tải về Steiermark.